# Église Notre-Dame de La Roche-Posay
Pour les articles homonymes, voir Église Notre-Dame et Notre-Dame.
L'église Notre-Dame de La Roche-Posay est une église catholique française. Elle est située sur le territoire de la commune de La Roche-Posay, dans le département de la Vienne, en région Nouvelle-Aquitaine.

## Situation
L'église se trouve dans la commune de La Roche-Posay, à l'est du département de la Vienne, en région Poitou-Charentes.

## Histoire
L'église fut construite entre le XIIe siècle et le XIVe siècle. L'édifice est classé au titre des monuments historiques, le 19 décembre 1907.

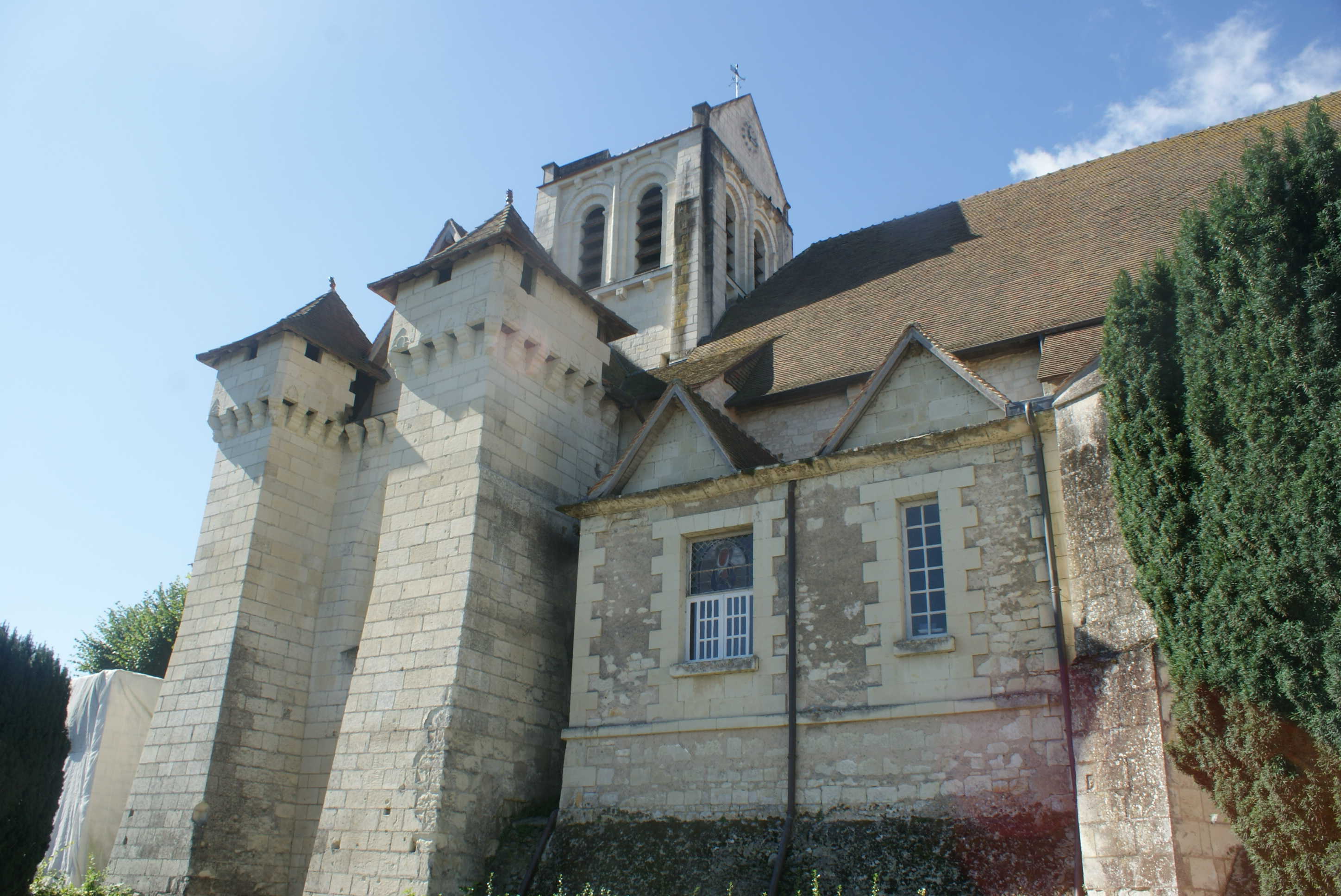
L'église Notre-Dame.